# Aganainae
Aganainae es una pequeña subfamilia de polillas perteneciente a la familia Erebidae, anteriormente estaba incluida en la familia Arctiidae que ya no existe. Es aún considerada como una familia por algunos autores.

## Géneros
- Agape Felder, 1874
- Asota  Hübner, 1819
- Digama Moore, 1860
- Euplocia  Hübner, 1819
- Neochera  Hübner, 1819
- Peridrome Walker, 1854
- Phaegorista Boisduval, 1836
- Soloe Walker, 1854
- Soloella Gaede, 1926